# Chiara Massini
Chiara Massini (Roma, 1971) è una clavicembalista italiana, romana di nascita ma viennese di adozione.

## Biografia artistica
Dopo gli studi di musicologia e pianoforte a Roma con Enzo Stanzani, presso l'Università "La Sapienza", la passione per la musica barocca e la Mozarteum di Salisburgo ha iniziato lo studio del clavicembalo e della pratica della rappresentazione storica della musica antica all'Università di Vienna, sotto la guida di Gordon Murray e Augusta Campagne, conseguendo il diploma con lode.
Ha partecipato a numerose manifestazioni e Festival:
- a Beirut, Libano per "Al Bustan Festival",
- a Merano in occasione dello "Schloss Tirol Festival",
- all'"Hellbrunn Festival" di Salisburgo,
- a Vienna al "Wienerkammeroper",
- a Dresda in Germania al "Musikfestspiele",
- in Svizzera al "Konzertreihe Cantus Firmus".

Numerosi concerti sia nella veste di solista, sia in formazioni da camera, l'hanno vista protagonista oltre che nella sua città natale, anche a Vienna, Salisburgo, Barcellona, Berna e Innsbruck.
In Svizzera, nell'agosto del 2005, ha eseguito per la prima volta in pubblico le "Variazioni Goldberg" di Johann Sebastian Bach, che hanno rappresentato da quel momento un elemento cardine del suo repertorio.
Ha inoltre fondato, insieme alla flautista Inge Kuhn, il gruppo "Le Carillon" che dedica il proprio repertorio alla musica del Primo Barocco.

## Incisioni
1. "Toccata Passacaglia Partita" (Aprile 2003). Musiche di G.Frescobaldi G. Muffat, J.J. Froberger, J.S. Bach
2. "Variazioni Goldberg" (Agosto 2006) di Johann Sebastian Bach
3. Ostinati, Toccate e Fughe (2021) di Johann Sebastian Bach, Bernardo Storace, Johann Caspar Ferdinand Fischer